# Mercedes-Benz W110

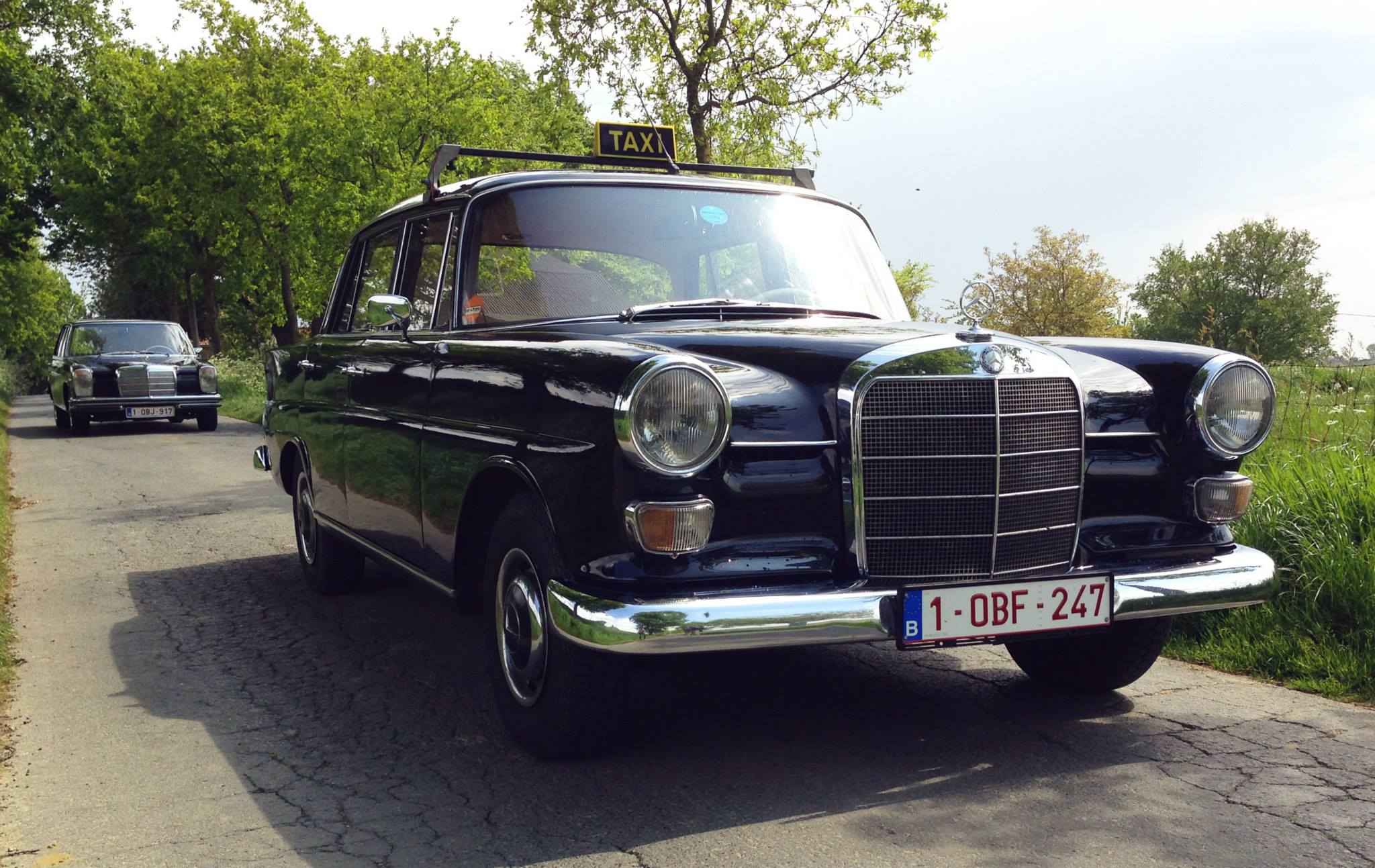
Heckflosse Mercedes-Benz W110 200D automaat

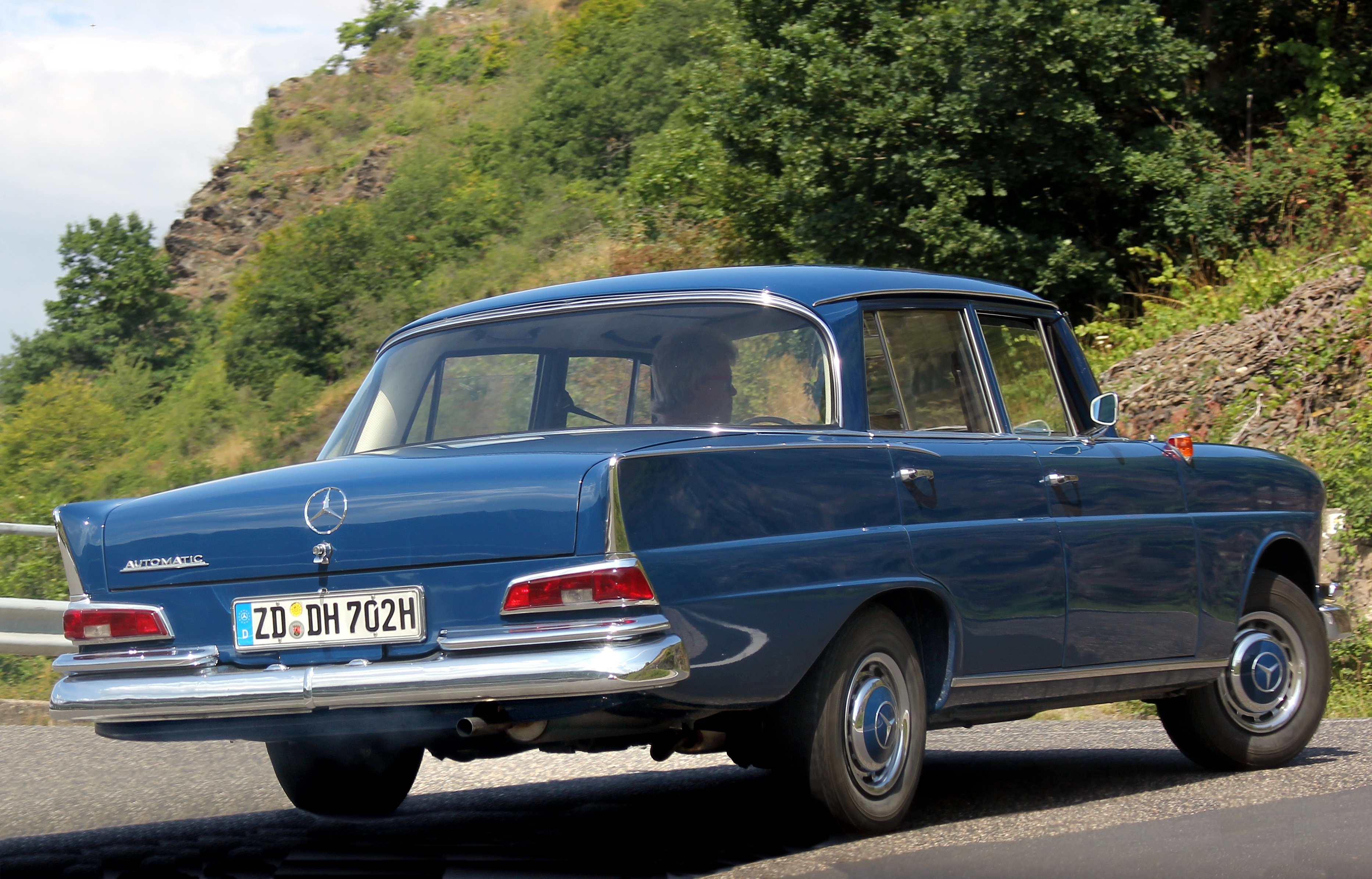
Mercedes-Benz 190 Automatic

De Mercedes W110 is een 4-deurs sedan, tevens voorloper van de E-klasse die geproduceerd werd tussen 1961 en 1968. De auto is ook bekend onder de naam 'Heckflosse'. Deze naam is afkomstig van de carrosserievorm en is het Duits voor vleugelstaart. Hoewel de periode van de vleugels al over haar hoogtepunt was werd er gekozen voor deze ietwat gewaagde vorm, zeker als men vergelijkt met de voorloper, de Ponton. Dit model werd ook gemaakt in de Mercedesfabriek te Mechelen.
De wagen was uniek in vele opzichten. Aan de ene kant was dit de eerste wagen die intensief getest werd op veiligheid. Het dashboard was soepel waardoor verwondingen konden vermeden worden. Ook het speereffect met het stuur werd aangepast. Anderzijds is dit een letterlijke kopie van de W111, de S klasse, met als verschil de grootte. Dit was nog nooit gebeurd.
Vooral de diesel werd een succes, door de betrouwbaarheid en lage kosten in onderhoud was dit ook een ideale Taxi-wagen. Tevens was het ook het eerste model dat verkrijgbaar was met een dieselautomaat.

## 1961-1965
Tussen 1961 en 1965 waren er twee varianten beschikbaar namelijk de 190C en de 190DC. De 190C was een benzinemotor met een vermogen van 80 pk. De 190DC had een dieselmotor met een vermogen van 55 pk. De 190DC was de enige auto die gemaakt was in Duitsland met een dieselmotor in die tijd. Van de 190C werden in totaal 129.830 wagens gemaakt; van de 190DC in totaal 223.830 wagens.

## 1965-1968
In 1965 kreeg de W110 een facelift. Het chroom op de vleugels verdween, de C-ventilatie aan de achterruiten kwam ervoor in de plaats. De knipperlichten veranderden ook van plek, deze stonden nu onder de koplampen  in plaats van op de voorschermen. De achterlichten werden groter en het knipperlicht werd oranje in plaats van wit. Er werden ook wat aanpassingen gedaan aan het interieur.
De motoren veranderden ook. De 190C werd vervangen door de 200C en de 190DC door de 200DC. Het verschil tussen de diesel zat hem in de krukas, die vijfmaal werd gelagerd in plaats van driemaal. Daardoor draaide de motor rustiger. Er kwam ook een 230 in het aanbod. Deze was afkomstig van de S-klasse en had een vermogen van 120pk. Van de 200C werden in totaal 67.789 wagens gemaakt, van de 200DC 159.365 wagens en van de 230 39.619 wagens.
In februari 1968 werd de productie gestopt en eind 1968 kwam de W115 in productie.